# Liceidae
Die Liceidae sind als Schleimpilze eine der drei Familien in der Ordnung der Liceida. Sie umfasst zwei Gattungen, von denen eine – Kelleromyxa – nur eine Art enthält, die Gattung Licea hingegen über 30 Arten. Arten der Familie sind weltweit verbreitet.

## Merkmale und Ökologie
Die Fruchtkörper sind stets sehr klein (weniger als 1 Millimeter im Durchmesser), meist Sporangien, gelegentlich etwas größere, einfache bis verzweigte Plasmodiokarpe. Ein Pseudocapillitium oder dictydine Körnchen fehlen stets, ein echtes Capillitium üblicherweise auch, nur in der Gattung Kelleromyxa finden sich ein aus Fäden gebildetes Capillitium.

## Systematik
Die Liceidae wurden 1873 von Józef Tomasz Rostafiński als Tribus erstbeschrieben. Bis zur Auslagerung von Licea fimicola in eine eigenständige Gattung Kelleromyxa 1991 galt sie als monogenerisch.
- Familie Liceidae
  - Licea
  - Kelleromyxa, mit nur einer Art:
    - Kelleromyxa fimicola

## Nachweise
1. 1 2  Michael J. Dykstra, Harold W. Keller: Mycetozoa In: John J. Lee, G. F. Leedale, P. Bradbury (Hrsg.): An Illustrated Guide to the Protozoa. Band 2. Allen, Lawrence 2000, ISBN 1-891276-23-9, S. 961–962 (englisch).